# Coriacephilus
Coriacephilus är ett släkte av skalbaggar. Coriacephilus ingår i familjen vivlar.
Kladogram enligt Catalogue of Life:
| Coriacephilus | \| \| Coriacephilus coriaceus \| \| \| \| \| \| Coriacephilus cribripennis \| \| \| \| \| \| Coriacephilus proximus \| \| \| \| \| \| Coriacephilus xyloctonoides \| \| \| \| |
|               | \| \| Coriacephilus coriaceus \| \| \| \| \| \| Coriacephilus cribripennis \| \| \| \| \| \| Coriacephilus proximus \| \| \| \| \| \| Coriacephilus xyloctonoides \| \| \| \| |
|               | Coriacephilus coriaceus |
|               | |
|               | Coriacephilus cribripennis |
|               | |
|               | Coriacephilus proximus |
|               | |
|               | Coriacephilus xyloctonoides |
|               | |